# ملك بوتان

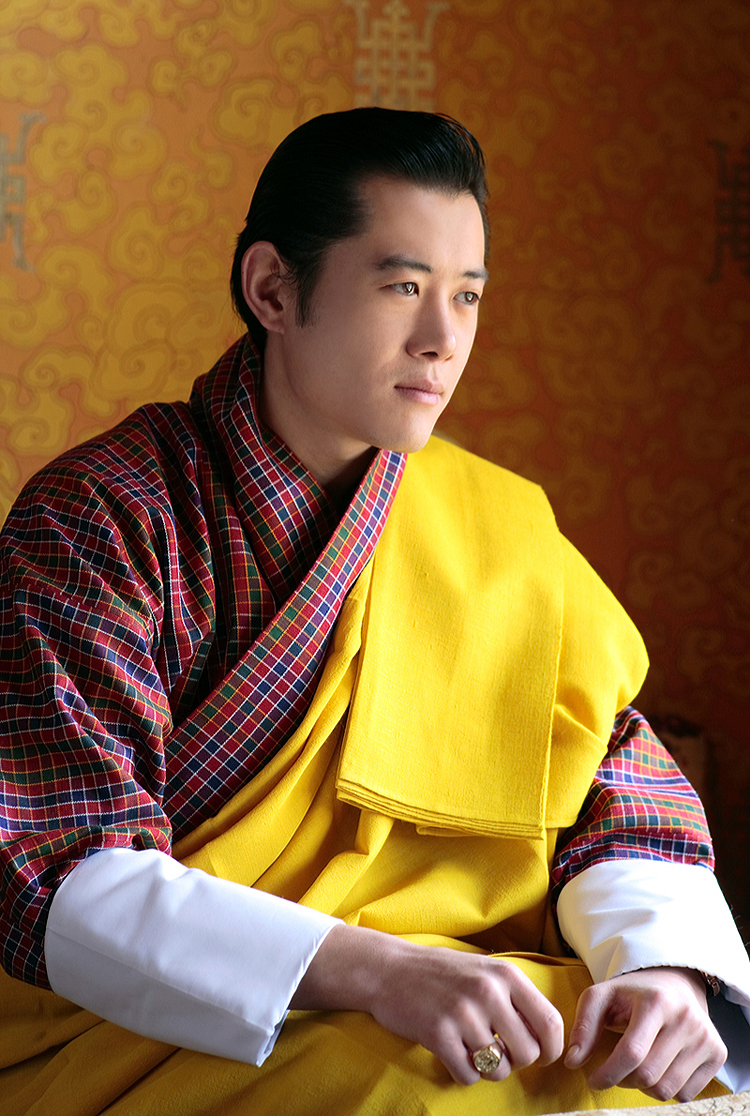
الملك الحالي جيغمي خيشار نمجيل وانغشاك

ملك بوتان أو كما ينطق دروك غيالبو في لغة دزونكا (تكتب འབྲུག་རྒྱལ་པོ་)، وتعني الملك التنين. الملك الحالي لبوتان هو جيغمه خيسار نمجيل وانغشاك وهو خامس من حمل لقب دروك غيالبو.
في لغة دزونكا، تترجم كلمة دروكيول إلى «أرض تنين الرعد». يعرف ملوك بوتان باسم درول غيالبو بمعنى ملك التنين، بينما يعرف شعب بوتان أنفسهم درولابا، أي شعب التنين. يرتدي جيغمه خيسار نمجيل وانغشاك تاج الغراب التاج الرسمي لبوتان. هو بن الملك الرابع جيغمي سينغي وانغشوك وزوج السيدة الأولى جيتسون بيما.
يعتبر جيغمي خيسار ثاني أصغر ملوك العالم عندما تولى العرش في 6 نوفمبر 2008 بعد أن تنازل والده جيغمي سينغي وانغشوك عن العرش لصالحه.

## الواجبات والسلطات
ينص دستور بوتان على نظام الملكية كنظام للحكم. يعتبر دروك جيالبو، ملك بوتان رئيس الدولة ورمز وحدة المملكة وشعب بوتان. ينص الدين على نظام مزدوج للدين والسياسة "Chhoe-sid-nyi" موحد في شخص الملك، بصفته بوذي. بالإضافة إلى ذلك، فإن الملك هو حامي جميع الأديان في بوتان.
لا يحاكم الملك عن أفعاله أمام القضاء ولديه شخصية مقدسة. مع ذلك، هو مكلف بحماية الدستور ودعمه بما يحقق المصلحة الفضلى ورفاهية شعب بوتان.

## الامتيازات الملكية
بموجب الدستور، يقوم الملك بصفته رئيس الدولة بتعزيز النوايا الحسنة والعلاقات الطيبة مع البلدان الأخرى من خلال استقبال ضيوف الدولة والقيام بزيارات رسمية إلى البلدان الأخرى.

يجوز للملك أيضا منح الألقاب والأوسمة والدار لـ Lhengye و Nyi-Kyelma، حيث يمنح وشاحًا أحمر من الرتبة والشرف بلقب داشو وفقًا للتقاليد والعادات. يستطيع أيضا منح الجنسية، العفو الملكي، تخفيف الأحكام وملكية الأراضي.

## التعينات الملكية
بموجب المادة 2، القسم 19، يعين الملك عددًا كبيرًا من المسؤولين الحكوميين رفيعي المستوى كالقضاة، رؤساء مكافحة الفساد، رؤساء الخدمات المدنية وقضاة الإنتخابات. كما يعين الملك معظم السلطة القضائية العليا كرئيس قضاة بوتان والقضاة المساعدون في المحكمة العليا بينما لا يتم تعيين القضاة في محكمة دونغخاج.

## القوى العسكرية
الملك هو القائد الأعلى للقوات المسلحة وميليشيا بوتان.

## التنازل الطوعي والقسري
ينص دستور بوتان على إمكانية تنازل الملك عن العرش طوعيا أو سحب الشرعية منه قهرا، كما يوفر الدستور قانون يسمح له بالتنازل مؤقتا.
ينص الدستور على إمكانية سحب الشرعية من الملك عند ثبوت انتهاكات متعمدة للدستور أو بسبب إعاقة عقلية دائمة. في كلا الحالتين، يجب أن يمرر طلب السحب من قبل جلسة مشتركة للبرلمان في حالة موافقة ⅔ من إجمالي عدد أعضاء البرلمان موضحا أسبابه. يجوز للملك الرد على الطلب كتابة أو من خلال مخاطبة الجلسة شخصيا أو من خلال ممثل. في حالة موافقة ¾ أعضاء البرلمان على سحب الشرعية، يعرض القرار على الشعب في استفتاء وطني للموافقة عليه أو رفضه. في حالة موافقة الشعب يتنازل الملك عن العرش لولي العهد.

## قائمة ملوك بوتان
تضم القائمة التالية ملوك بوتان:
| الإسم                     | اللقب        | فترة الحياة                         | بداية الحكم    | نهاية الحكم                     | ملاحظات                | العائلة      | الصورة |
| ------------------------- | ------------ | ----------------------------------- | -------------- | ------------------------------- | ---------------------- | ------------ | ------ |
| يوجين وانغشوك             | الملك الأول  | 1862- 21 أغسطس 1926 (64 عام)        | 17 ديسمبر 1907 | 21 أغسطس 1926                   |                        | أسرة وانغشوك |        |
| جيغمي وانغشوك             | الملك الثاني | 1905- 24 مارس 1952 (47 عام)         | 21 أغسطس 1926  | 24 مارس 1952                    | بن يوجين وانغشوك       | أسرة وانغشوك |        |
| جيغمي دورجي وانغشوك       | الملك الثالث | 2 مايو 1929- 21 يوليو 1972 (43 عام) | 24 مارس 1952   | 21 يوليو 1972                   | بن جيغمي وانغشوك       | أسرة وانغشوك |        |
| جيغمي سينغي وانغشوك       | الملك الرابع | 11 نوفمبر 1955 (65 عام)             | 21 يوليو 1972  | 14 ديسمبر 2006 (تنازل عن العرش) | بن جيغمي دورجي وانغشوك | أسرة وانغشوك |        |
| جيغمه خيسار نمجيل وانغشاك | الملك الخامس | 21 فبراير 1980 (40 عام)             | 14 ديسمبر 2006 | الحالي                          | بن جيغمي سينغي وانغشوك | أسرة وانغشوك |        |

## قائمة السيدات الأولى
تضم القائمة التالية أسماء سيدات بوتان الأولى (ملكات بوتان):
| م | الصورة | الإسم                                                  | فترة الحياة                                        | الملك                     | فترة الحكم          |
| - | ------ | ------------------------------------------------------ | -------------------------------------------------- | ------------------------- | ------------------- |
| 1 |        | تسوندو بيما لامو                                       | 1886 – أبريل 1922 (35 عام)                         | يوجين وانغشوك             | 1907–1922           |
| 2 |        | فونتشو تشودين بيما ديشن                                | 1911 – 24 أغسطس 2003 (92 عام) 1918 – 1991 (72 عام) | جيغمي وانغشوك             | 1926–1952 1932–1952 |
| 3 |        | كيسانغ تشودن                                           |                                                    | جيغمي دورجي وانغشوك       | 1952–1972           |
| 4 |        | دورجي وانغمو تشيرينغ بيم تشيرينغ يانغدون سانجاي تشودين |                                                    | جيغمي سينغي وانغشوك       | 1979–2006           |
| 5 |        | جيتسون بيما                                            |                                                    | جيغمه خيسار نمجيل وانغشاك | 2011–الآن           |

## وصلات خارجية
- الذكرى ال60 لجيغمي سينغي وانغشوك ملك بوتان الرابع- اليوتيوب.
- خطاب جيغمي سينغي وانغشوك ملك بوتان الرابع لشعب بوتان.- اليوتيوب.
- نبذة عن أسرة وانغشوك الملكية.